# Cantone di Épernay-1
Il Cantone di Épernay-1 è una divisione amministrativa dell'Arrondissement di Épernay e dell'Arrondissement di Reims.
A seguito della riforma approvata con decreto del 21 febbraio 2014, che ha avuto attuazione dopo le elezioni dipartimentali del 2015, vi sono stati aggregati 20 comuni.

## Composizione
Fino alla riforma del 2014 comprendeva solo parte della città di Épernay.
Dal 2015, oltre a parte della città di Épernay, i comuni appartenenti al cantone sono i seguenti 20:
- Ambonnay
- Avenay-Val-d'Or
- Ay
- Bisseuil
- Bouzy
- Champillon
- Cumières
- Dizy
- Fontaine-sur-Ay
- Germaine
- Hautvillers
- Louvois
- Magenta
- Mardeuil
- Mareuil-sur-Ay
- Mutigny
- Nanteuil-la-Forêt
- Saint-Imoges
- Tauxières-Mutry
- Tours-sur-Marne